# Thomas Gunzig

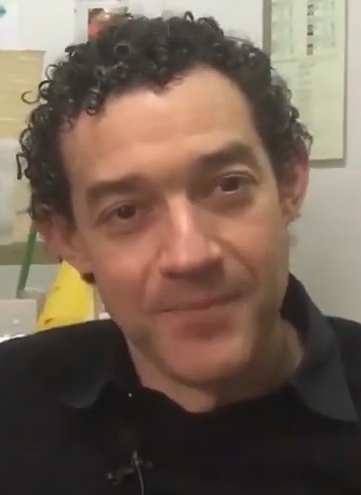
Thomas Gunzig

Thomas Gunzig (* 7. September 1970 in Brüssel) ist ein belgischer Schriftsteller.

## Leben
Thomas Gunzig, der Politikwissenschaften studiert hat, ist heute in einer Brüsseler Buchhandlung angestellt. Neben den Romanen Tod eines Zweisprachigen und Der kleinste Zoo der Welt ist bisher eine seiner Erzählungen in deutscher Sprache erschienen. Für seinen Roman Tod eines Zweisprachigen wurde er mit dem wichtigsten Literaturpreis Belgiens, dem Prix Rosell ausgezeichnet. Gunzig schrieb unter anderem am Drehbuch des mehrfach ausgezeichneten Films Das brandneue Testament mit.
Thomas Gunzig ist Sohn des belgischen Wissenschaftlers Edgard Gunzig.

## Werke
- Gut organisiert. In: Nur wenn ich lache. Neue jüdische Prosa. Hrsg. von Olga Mannheimer und Ellen Presser, Deutscher Taschenbuchverlag, München 2002, ISBN 3-423-12955-7.
- Tod eines Zweisprachigen. Deutscher Taschenbuchverlag (dtv), München 2004, ISBN 3-423-24395-3.
- Der kleinste Zoo der Welt.  Deutscher Taschenbuchverlag (dtv), München 2006, ISBN 3-423-24531-X.